# Willian Gerlem
Willian Gerlem (n. 7 august 1984 în Linhares, Espírito Santo, Brazilia) este un fotbalist brazilian care joacă în prezent pentru clubul de fotbal Syrianska.
După ce a jucat pentru Bahia (o echipă din Brazilia), el a semnat un contract cu echipa Estoril din liga secundă portugheză, acolo fiind suspendat pentru indisciplină. Clubul l-a dat în 2007 la echipa Farul Constanța. În iulie 2009, după ce Farul Constanța a retrogradat din Liga I, a fost transferat la FC Vaslui pentru suma de 600.000 de euro.